# Margarida de Romania
Margarida de Romania (Lausana, 26 de març de 1949) és una aristòcrata romanesa, princesa hereva al tron de Romania des de 1997.
És filla del rei Miquel I de Romania (1920-2017) i de la princesa Anna de Borbó-Parma i Dinamarca. Va ser apadrinada en el bateig pel príncep Felip d'Edimburg.
Com que els reis no tingueren fills barons, el rei Miquel volia restaurar la monarquia a Romania i que el Parlament romanès rectifiqués la darrera Constitució Monàrquica de caràcter democràtic de l'any 1923 en què s'estableix que la successió sigui regida per la Llei Sàlica. L'any 2007 el rei Miquel la designà hereva al tron amb els títols de princesa hereva de Romania i custòdia de la Corona Romanesa, mitjançant un acte d'importància únicament simbòlica, ja que encara no s'ha aprovat pel Parlament. Llavors, el rei Miquel també demanà al Parlament romanès que es restaurés la monarquia.
El rei Miquel I va morir el dia 5 de desembre de 2017 a les 13 hores, deixant la successió a la seva filla Margarida.

## Educació i ocupacions professionals
La princesa Margarida va estudiar a la Universitat d'Edimburg (Escòcia) i s'especialitzà en sociologia mèdica i en polítiques de la salut pública. Va participar en un programa d'investigació internacional coordinat per l'Organització Mundial de la Salut i dedicat a donar recomanacions sobre polítiques sanitàries de desenvolupament i plans pilots preventius.
El 1983 s'instal·là a Roma i es va unir a l'Organització per l'alimentació i l'agricultura de les Nacions Unides (ONU), on, com membre de l'equip del projecte Dia Mundial de l'Alimentació, treballà en la campanya de conscienciació pública sobre programes agrícoles, de nutrició i d'ajuda a la pobresa. El 1986 es va incorporar al Fons Internacional pel Desenvolupament Agrícola. La tardor de 1989 deixà la seva carrera a l'ONU i es traslladà a viure a Ginebra per a poder treballar i donar suport al seu pare, el rei Miquel; també des de llavors es dedicà a treballs de beneficència per Romania.
En 1990 la princesa Margarida fundà la Fundació Princesa Margarida de Romania, una organització sense ànim de lucre que ha contribuït al desenvolupament de la societat civil al seu país i que té una activitat que actualment arriba a sis països: Romania, Gran Bretanya, Suïssa, França, Bèlgica i Estats Units. La seva fundació també desenvolupa els següents programes:
- millorar les condicions de vida dels infants, joves, families en risc i gent gran.
- estimular la solidaritat intergeneracional i crear ponts de comunicació entre la joventut i la gent gran.
- contribuir al desenvolupament institucional de les ONG que treballin amb la infància i amb la gent gran.
- promoure la creativitat i el talent locals.

## Matrimoni
Margarida de Romania es casà en 1996 amb l'actor romanès Radu Duda (nascut el 7 de juny de 1960). El matrimoni no té descendència.

## Treballs Publicats
- The Romanian Crown at 140 years. Coroana română- la 140 de ani , 2008.
- The Diamond wedding. Nunta de diamant, 2008
- Royal cookery book. Carte regală de bucate, 2010
- The king's music. Albumul Muzica Regelui, 2011
- The royal Christmas. Crăciunul Regal, 2013, 2014
- Săvârșin. The detail. Săvârșin. Detaliul, 2015